# Никулина, Аля Фёдоровна
Аля Фёдоровна Никулина (30 ноября 1937 — 25 декабря 2022) — советская и российская актриса.

## Биография
Родилась 30 ноября 1937 года. В 1960 году окончила Высшее театральное училище имени М. С. Щепкина (курс В. И. Цыганкова). Работала с В. Власовым, Р. Виктюком, А. Хановичем, Р. Вартапетовым, Э. Ливневым, В. Чичко, А. Григоряном.
С 1973 года — актриса Московского областного театра драмы, с 1992 года — актриса театра «Эрмитаж».
В кино Никулина дебютировала в 1981 году, сыграв в короткометражной драме Светланы Проскуриной «Родительский день». В 2010 году сыграла роль бабушки Ани Носовой в телесериале «Школа» на «Первом канале».
Скончалась 25 декабря 2022 года на 86-м году жизни после продолжительной болезни. Прощание с актрисой состоялось 28 декабря 2022 года в храме Рождества Пресвятой Богородицы во Владыкине в Москве. Похоронена на Владыкинском кладбище.

## Театральные работы
Театр «Эрмитаж»
- «Полёт Ди Грассо» («До свидания, мертвецы») (И. Бабель) — нянька
- «Скверный  анекдот» (Ф. Достоевский) — безумная женщина
- «Мотивчик» (воспоминания о Легаркальманштраусе) — жена прокурора
- «Безразмерное Ким-танго» (Ю. Ким)
- «Зойкина квартира» (М. Булгаков) — закройщица
- «Капнист туда и обратно» (Ю. Ким)
- «Цари» (А. Пушкин, С. Есенин, Ю. Ким, Н. Эрдман) — мать Есенина[7][8]

Театр «Багаж»
- Спектакль «Счастье» по пьесе А.Червинского «Счастье моё» — Лидия Ивановна (директор школы)

Театр МИРТ (Мастерская Интегрированный Реабилитационный Театр) Наталии Ораловой
- «Я, Фейербах[нем.]» (Т. Дорст[нем.], У. Элер[нем.]) — Артистка
- Абракадабрь (В. Бойков) - Кума Зима

## Фильмография
- 1981 — Родительский день — Инна Павловна, соседка Николая
- 1985 — Ещё люблю, ещё надеюсь — жена Павла Петровича
- 1985 — Противостояние — жена Григорьева
- 1986 — Детская площадка — англичанка
- 1986 — Мы веселы, счастливы, талантливы! — эпизод
- 1989 — Руанская дева по прозвищу Пышка — эпизод
- 1990 — Час оборотня — эпизод
- 2001—2004 — Чёрный ворон — директор картины
- 2006 — Кромъ — эпизод
- 2006 — Погоня за ангелом — эпизод
- 2007 — Срочно в номер (Фильм 2: Портрет неизвестного) — соседка Красильникова
- 2007—2008 — Атлантида — эпизод
- 2008 — Общая терапия (5-я серия: «Убийца моей матери») — жена Неклюдова
- 2008 — Шальной ангел — эпизод
- 2008—2009 — Рыжая — Екатерина, соседка Лапиных в городе Иваново
- 2009 — Бумеранг из прошлого (6-я серия) — соседка Сашки
- 2009 — Грязная работа (Фильм 8: Дело шпиона) — жена Верещагина
- 2009 — И примкнувший к ним Шепилов (документальный фильм) — Анна Николаевна
- 2009 — Террор любовью — Олимпиада Андреевна
- 2010 — Вы заказывали убийство (3-я серия) — эпизод
- 2010 — Здесь кто-то есть — Антонина Ивановна
- 2010 — Невидимки (62-я серия: «Кукла») — соседка
- 2010 — Погоня за тенью (20-я серия: «Наследник победы») — старушка-мать
- 2010 — Школа — Нина Юрьевна Носова, бабушка Ани Носовой
- 2011 — Ангел — бабка Джона
- 2011 — Бежать — Ирина Львовна Быстрова, бывший директор детского дома
- 2011 — Голубка — Анна Михайловна
- 2011 — Лесник (Фильм 24: Хозяева жизни) — Галина Фёдоровна
- 2011 — Спасти мужа — Елена Дмитриевна, клиентка
- 2011 — Пыльная работа (11-я серия) — мать Нины Князевой
- 2011 — Товарищи полицейские (23-я серия: «Свой человек. Инквизиторы») — соседка Сечникова
- 2011 — Краткий курс счастливой жизни — Татьяна Ивановна, мать Андрея
- 2011—2012 — Закрытая школа — Нина Исаева, вдова Алексея Исаева, мать Игоря и Ирины Исаевых, бабушка Андрея, Надежды и Игоря Авдеевых, лучшая подруга Галины Смирновой, местная знахарка
- 2011—2012 — Кровинушка — Серафима Захарьевна, бывшая соседка Софии и Евгении
- 2012 — Жена Штирлица — Галина Васильевна
- 2012 — Детективы — Элеонора Аркадьевна
- 2012 — Личная жизнь следователя Савельева — бабушка Надежды
- 2012 — Средство от смерти — обитательница интерната для престарелых
- 2012 — Фантом — эпизод
- 2012 — Метро — эпизод
- 2013 — Склифосовский — Зоя Фёдоровна Коробко, классная руководительница Кости
- 2013 — Братья и сестры — Еремеевна
- 2013 — Прокурорская проверка
- 2014 — Отец Матвей — пенсионерка
- 2015 — Луна — бабушка Артёма
- 2016 — Осиное гнездо — старушка
- 2019 — Крепкая броня — Зоя Иннокентьевна Званцева
- 2019 — Эпидемия — Нина Васильевна
- 2020 — Адвокатъ Ардашевъ. Тайна персидского обоза — Елизавета Загорская, домовладелица
- 2020 — Анна-детективъ-2 — Аксинья Шуматова, черемиска
- 2021 — Море волнуется — бабушка Саши

### Съёмки в клипах
- 2013 — «Расскажи мне, мама» (Слава) — эпизод

## Признание и награды
В 1971 году была награждена орденом Трудового Красного Знамени.